# Ispagnac
Ispagnac este o comună în departamentul Lozère din sudul Franței. În 2009 avea o populație de 851 de locuitori.

## Evoluția populației
| An        | 1975 | 1982 | 1990 | 1999 | 2006 | 2009 |
| --------- | ---- | ---- | ---- | ---- | ---- | ---- |
| Populație | 545  | 598  | 630  | 759  | 834  | 851  |